# Lucien-Léon Guillaume Lambert
Lucien-Léon Guillaume Lambert, född den 5 januari 1858 i Paris, död den 21 januari 1945 i Porto, Portugal, var en fransk tonsättare. Han var son till Charles-Lucien Lambert.
Lambert, som var elev till Auguste Barbereau, Théodore Dubois och Jules Massenet, komponerade åtskilliga operor, bland annat Le spahi (1896: belönad med staden Paris pris), La marseillaise (1900) och Penticosa (1908; prisbelönt vid en av förläggaren Astruc utlyst tävlan), samt orkestersaker, pianostycken och sånger.